# ابيمنيذس

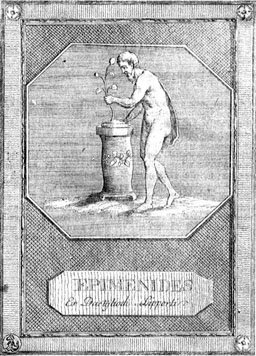
ابيمنيذس الكريتي.

أَبِيْمَنِيذِس Epimenides فيلسوف يوناني، من أهل القرن السابع قبل الميلاد.
ولد في كنوسوس من جزيرة اكريت. كان منهمكا في الزهد العبادة وليس له شغل إلا النظم والفلسفة. جعله بعضهم من الحكماء السبعة الذين كانوا معاصرين له.